# Zaluzianskya divaricata
Zaluzianskya divaricata är en flenörtsväxtart som först beskrevs av Carl Peter Thunberg, och fick sitt nu gällande namn av Wilhelm Gerhard Walpers. Zaluzianskya divaricata ingår i släktet Zaluzianskya och familjen flenörtsväxter. Inga underarter finns listade i Catalogue of Life.